# Gerhard Fleischhut
Gerhard Fleischhut (* 28. April 1923 in Wilhelmshaven; † 4. Juli 1978 in Koblenz) war ein deutscher Maler und Graphiker.

## Biografie
Fleischhut war der jüngste Sohn des Marineoffiziers Martin Fleischhut und von Luise Fleischhut. Der Bordfotograf Richard Fleischhut (1881–1951) war sein Onkel. Er wuchs in Wilhelmshaven auf und absolvierte bis 1941 eine Lehre in einem Radiogeschäft.

Im Zweiten Weltkrieg wurde er 1943 schwer verletzt. Von 1944 bis 1945 studierte er bei Rudolf Hengstenberg an der  Nordischen Kunsthochschule in Bremen. Von 1945 bis 1946 war er erneut Soldat bzw. Kriegsgefangener. Er und seine Frau wohnten seit 1947 in Gudendorf südlich von Cuxhaven.
Seit 1941 war Fleischhut als Maler tätig und seit 1947 als freischaffender Künstler, der zudem mit Nebenbeschäftigungen seinen Unterhalt verdiente. Er war zeitweise Mitglied der Künstlervereinigung Bakegilde und des Bundes Bildender Künstler (BBK) in Cuxhaven-Stade. Er war bei vielen Ausstellungen vertreten, davon 1976 und 1977 als Einzelausstellungen sowie posthum 1980 und 2001. Seine Frankreich-Reisen waren prägend für sein Werk, bestehend aus Aquarellen, Druckgraphiken und Zeichnungen sowie einigen Ölgemälden und wenigen Glasmalereien.
1963 zog Fleischhut nach Koblenz und er war als Graphiker an der Schule der Bundeswehr für Innere Führung in Koblenz-Pfaffendorfer Höhe tätig. Ab 1963 entstanden in seiner künstlerischen Umbruchphase verstärkt Collagen und Materialbilder.

1969 war er beschäftigt am Mittelrhein-Museum, Koblenz. Neben seinen hauptberuflichen Beschäftigungen war er zehn Jahre Dozent für Graphik an der Volkshochschule in Koblenz.

## Werke
Aquarelle, ÖL, Wachs, Graphiken, Zeichnungen, Collagen und Materialplatten